# Gordon Berenson
Pour les articles homonymes, voir Berenson.
Temple de la renommée américain : 2018
Gordon Arthur Berenson, dit Red Berenson, (né le 8 décembre 1939 à Regina au Canada) est un joueur de hockey sur glace canadien qui évoluait au poste d'attaquant. Il est aujourd'hui entraîneur.

## Carrière de joueur
Après avoir évolué dans la Ligue américaine de hockey, Berenson va rejoindre les rangs de la LNH en 1961 avec les Canadiens de Montréal de 1965 à 1966.

Il s'engage en 1966 avec les Rangers de New York pour y jouer jusqu'en 1967.

En 1967, il arrive aux Blues de Saint-Louis qu'il quittera en 1970 pour les Red Wings de Détroit avant de revenir à Saint-Louis en 1974 pour y terminer sa carrière en 1978.
Il marquera 658 points (261 buts et 397 passes) en 987 matchs de LNH.
En 1983, il est intronisé au Panthéon des sports de l'Université du Michigan.

## Carrière d'entraîneur
En 1978, il devient entraîneur-adjoint des Blues avant de devenir l'entraîneur-chef de 1979 à 1982. Il devient de nouveau entraîneur-adjoint, mais aux Sabres de Buffalo jusqu'en 1984. Il entraîne entre 1984 et 2017 l'Université du Michigan dans la NCAA.